# القوات الجوية لجيش الولايات المتحدة
القوات الجوية لجيش الولايات المتحدة ( USAAF أو AAF )  فرع الحرب الجوية لجيش الولايات المتحدة، وفرع خدمة الحرب الجوية الفعلي للولايات المتحدة،  أثناء الحرب العالمية الثانية وبعدها مباشرة (1939) / 41–1945)، خليفة لسلاح الجو الأمريكي السابق للجيش الأمريكي، والسلف المباشر لسلاح الجو الأمريكي اليوم، إحدى الخدمات العسكرية الخمسة الرسمية. كانت القوات المسلحة أحد مكونات جيش الولايات المتحدة، والتي تم تقسيمها وظيفيًا في 2 مارس 1942 من خلال الأمر التنفيذي إلى ثلاث قوى مستقلة: القوات البرية للجيش، خدمات الإمداد (والتي أصبحت في عام 1943 قوات خدمة الجيش)، والقوات الجوية للجيش. كان لكل من هذه القوات قائد عام قدم تقارير مباشرة إلى رئيس أركان الجيش.
كانت القوات الجوية تدير جميع أجزاء الطيران العسكري التي كانت موزعة سابقًا بين سلاح الجو والقوات الجوية بالمقر الرئيسي وقادة منطقة القوات البرية، وبالتالي أصبحت أول منظمة جوية تابعة للجيش الأمريكي تتحكم في منشآتها وموظفي الدعم. كان حجم الذروة للقوات المسلحة خلال الحرب العالمية الثانية أكثر من 2.4 مليون رجل وامرأة في الخدمة وما يقرب من 80,000 طائرة بحلول عام 1944، و783 قواعد محلية في ديسمبر 1943. بحلول " يوم النصر في أوروبا"، كان لدى القوات الجوية التابعة للجيش 1.25 مليون رجل يتمركزون في الخارج ويعملون من أكثر من 1600 مطار حول العالم.

## الإنشاء

### النمو، الطائرات
| نوع الطائرة           | 31 ديسمبر 1941 | 31 ديسمبر 1942 | 31 ديسمبر 1943 | 31 ديسمبر 1944 | 31 أغسطس 1945 | تاريخ الحد الأقصى للحجم |
| المبلغ الإجمالي       | 12297          | 33304          | 64232          | 72726          | 63715         | يوليو 1944 (79908)      |
| الطائرات المقاتلة     | 4477           | 11607          | 27448          | 41961          | 41163         | مايو 1945 (43248)       |
| قاذفات ثقيلة جدا      | -              | 3              | 91             | 977            | 2865          | أغسطس 1945 (2,865)      |
| قاذفات ثقيلة          | 288            | 2076           | 8027           | 12813          | 11065         | أبريل 1945 (12,919)     |
| قاذفات متوسطة         | 745            | 2556           | 4370           | 6189           | 5384          | أكتوبر 1944 (622)       |
| القاذفات الخفيفة      | 799            | 1201           | 2371           | 2980           | 3079          | سبتمبر 1944 (3338)      |
| طائرة مقاتلة          | 2170           | 5303           | 11875          | 17198          | 16799         | مايو 1945 (17725)       |
| طائرة استطلاع         | 475            | 468            | 714            | 1804           | 1971          | مايو 1945 (2,009)       |
| طائرة الدعم           | 7820           | 21697          | 36784          | 30765          | 22552         | يوليو 1944 (41667)      |
| طائرات النقل العسكرية | 254            | 1857           | 6466           | 10456          | 9561          | ديسمبر 1944 (10,456)    |
| طائرة المدرب          | 7340           | 17044          | 26051          | 17060          | 9558          | مايو 1944 (27,923)      |
| الاتصالات             | 226            | 2796           | 4267           | 3249           | 3433          | ديسمبر 1943 (4,267)     |

### اقتباسات
1. ↑  "Records of the Army Air Forces [AAF]". National Archives (بالإنجليزية). 15 Aug 2016. Archived from the original on 2019-03-27. Retrieved 2019-06-15.
2. ↑  Craven and Cate, Vol. 6, pp. 28–29
3. ↑  Nalty (1997), pp. 176 and 378. Also, see growth tables above.
4. ↑  AAF Statistical Digest, Table 215 – Airfields in CONUS 1941–1945; Table 217 – Airfields outside CONUS 1941–1945.
5. ↑  AAF Statistical Digest, Table 84 – Airplanes on Hand in the AAF, by Type and Principal Model